# 256 p.n.e.
| [ Edytuj tabelę ] |                                                                            |
| Król Bitynii      | - 279 p.n.e. Nikomedes I 250 p.n.e.                                        |
| Władca Chin       | - 315 p.n.e. Nanwang 256 p.n.e.                                            |
| Król Cyreny       | - 276 p.n.e. Magas 250 p.n.e.                                              |
| Władca Egiptu     | - 285 p.n.e. Ptolemeusz II 246 p.n.e.                                      |
| Król Epiru        | - 272 p.n.e. Aleksander II 255 p.n.e.                                      |
| Król Ilirii       | - 260 p.n.e. Pleuratos II 250 p.n.e.                                       |
| Król Magadhy      | - 273 p.n.e. Aśoka 232 p.n.e.                                              |
| Król Macedonii    | - 277 p.n.e. Antygon II Gonatas 239 p.n.e.                                 |
| Władca Pergamonu  | - 262 p.n.e. Eumenes I 241 p.n.e.                                          |
| Król Pontu        | - 266 p.n.e. Ariobarzanes 256 p.n.e. - 256 p.n.e. Mitrydates II 220 p.n.e. |
| Władca Seleucydów | - 261 p.n.e. Antioch II Theos 246 p.n.e.                                   |
| Król Sparty       | - 262 p.n.e. Arajos II 254 p.n.e. - 275 p.n.e. Eudamidas II 244 p.n.e.     |
| Tyran Syrakuz     | - 275 p.n.e. Hieron II 215 p.n.e.                                          |

Rok 256 p.n.e.
stulecia: IV wiek p.n.e. ~
III wiek p.n.e. ~
II wiek p.n.e.

lata: 266 p.n.e. «
260 p.n.e. «
259 p.n.e. «
258 p.n.e. «
257 p.n.e. «
256 p.n.e. »
255 p.n.e. »
254 p.n.e. »
253 p.n.e. »
252 p.n.e. »
246 p.n.e.

## Wydarzenia
- I wojna punicka: zwycięstwo Rzymu nad Kartaginą w bitwie morskiej u przylądka Eknomos; wyprawa  Regulusa do Afryki.

Azja
- Aśoka, król z indyjskiej dynastii Maurjów, ogłosił swe buddyjskie posłanie skierowane do Greków

## Urodzili się
- Liu Bang, założyciel chińskiej dynastii Han

## Zmarli
- Nanwang, ostatni król chiński z dynastii Zhou